# غيدو ديرو
غيدو ديرو Guido Deiro (1 سبتمبر 1886 – 26 يوليو 1950) موسيقي أمريكي. وعازف أكورديون ومؤلف موسيقي ومعلم ونجما من نجوم مسرح الفودفيل.
كان أول عازف أكورديون شبيه البيانو يظهر في مسرح الفودفيل والإذاعة والسينما. وكان يستخدم الاسم الفني «ديرو». وكان هو وأخوه بيترو ديرو المعروف بـ «بيترو» من بين أعلى الموسيقين أجراً في مجال مسرح الفودفيل. وساهما في نشر الأكورديون شبيه البيانو في أوائل القرن العشرين.

## روابط خارجية
- غيدو ديرو على موقع IMDb (الإنجليزية)
- غيدو ديرو على موقع ميوزك برينز (الإنجليزية)
- غيدو ديرو على موقع ديسكوغز (الإنجليزية)